# Мельник Михайло Григорович (волейболіст)
Миха́йло Григо́рович Ме́льник (нар. 26 січня 1961) — український волейбольний суддя, освітянин, громадський і спортивний діяч. Президент Федерації волейболу України. Суддя міжнародної категорії. Відмінник народної освіти. Заслужений працівник освіти України. Член НОК України. Перший віце-президент Студентської спортивної спілки України. Заступник голови Технічного комітету з волейболу FISU (Міжнародної студентської спортивної федерації). Голова Комітету фізичної культури і спорту Міністерства освіти і науки України.

## Життєпис
Народився 26 січня 1961 року.
Закінчив Коломийське педагогічне училище, Івано-Франківський коледж фізичного виховання (з відзнакою), Івано-Франківський педінститут ім. Василя Стефаника (історичний факультет), аспірантуру Львівського державного інституту фізичної культури (попередній захист дисертації — у січні 2016 року; тема роботи — «Становлення та розвиток студентського спорту у 2000—2014 роки»).
Працював вихователем групи продовженого дня СШ № 1 у м. Чигирин (1980—1981), у 1983—1987 — вихователем школи-інтернату № 1 м. Івано-Франківська, у 1987—1989 — учителем початкових класів СШ № 21 м. Івано-Франківська, у 1989—1991 — тренером-викладачем з волейболу ДЮСШ № 2 м. Івано-Франківська, у 1991—2014 — викладачем спортивних ігор і тренером чоловічої волейбольної команди Івано-Франківського коледжу фізичного виховання. У 1981—1983 роках проходив служба в Збройних Силах.
Один з провідних волейбольних арбітрів України та Європи, суддя міжнародної категорії. Відсудив понад 500 міжнародних поєдинків, зокрема два фінальні етапи чемпіонатів світу (2010 рік, Італія, чоловіки і 2011 рік, Аргентина, юніори); Олімпійський континентальний відбірковий турнір (2008 рік, Туреччина, чоловіки); Фінал чотирьох Ліги чемпіонів (2009 рік, Прага, чоловіки); два фінали Кубку Челенджер (2011 рік, Баку та 2016 рік, Бухарест, жінки).
11 червня 2016 року обраний президентом Федерації волейболу України. Віцепрезидент східно-європейської волейбольної зональної асоціації.
Член Національного олімпійського комітету України. Перший віце-президент Студентської спортивної спілки України. Заступник голови Технічного комітету з волейболу FISU (Міжнародної студентської спортивної федерації). Голова Комітету фізичної культури і спорту Міністерства освіти і науки України.
Депутат Івано-Франківської обласної ради (2010—2015 роки).

## Відзнаки
- Відмінник народної освіти.
- Заслужений працівник освіти України.
- Почесний доктор (Doctor honoris causa) ЛДУФК імені Івана Боберського[3]